# عدد قدرتمند

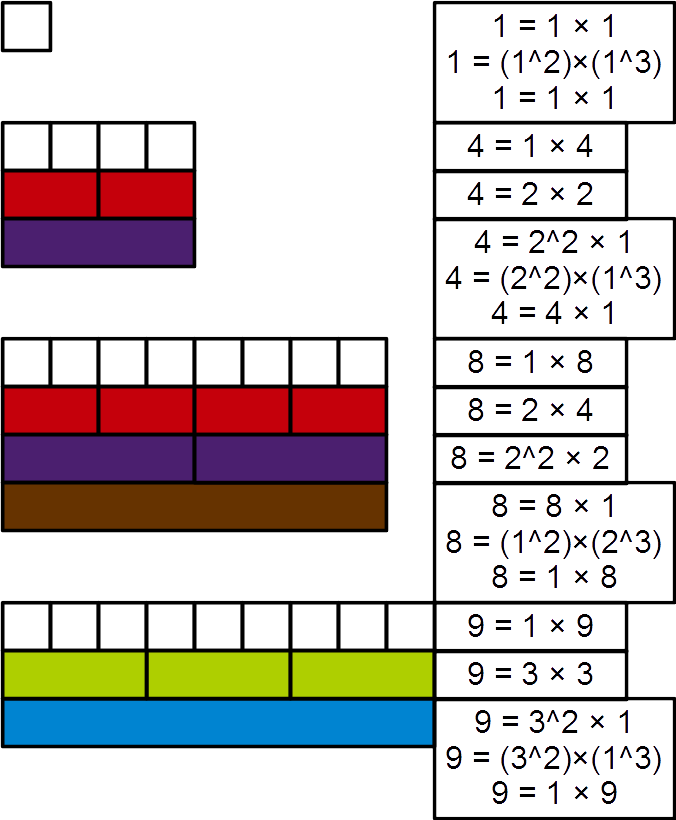
نمایش اعداد قدرتمند ۱، ۴، ۸، ۹

عدد طبیعی مثبت n قدرتمند است اگر به ازای هر عدد اول p که n را عاد می‌کند، عدد {\displaystyle p^{2}} نیز n را عاد کند. می‌توان نشان داد هر عدد قدرتمند مانند m را می‌توان به صورت {\displaystyle a^{2}b^{3}} نوشت که a, b هر دو اعدادی طبیعی هستند.
در زیر فهرستی از اعداد قدرتمند کوچکتر از ۱۰۰۰ را می‌بینیم:
۱, ۴, ۸, ۹, ۱۶, ۲۵, ۲۷, ۳۲, ۳۶, ۴۹, ۶۴, ۷۲, ۸۱, ۱۰۰, ۱۰۸, ۱۲۱, ۱۲۵, ۱۲۸, ۱۴۴, ۱۶۹, ۱۹۶, ۲۰۰, ۲۱۶, ۲۲۵, ۲۴۳, ۲۵۶, ۲۸۸, ۲۸۹, ۳۲۴, ۳۴۳, ۳۶۱, ۳۹۲, ۴۰۰, ۴۳۲, ۴۴۱, ۴۸۴, ۵۰۰, ۵۱۲, ۵۲۹, ۵۷۶, ۶۲۵, ۶۴۸, ۶۷۵, ۶۷۶, ۷۲۹, ۷۸۴, ۸۰۰, ۸۴۱, ۸۶۴, ۹۰۰, ۹۶۱, ۹۶۸, ۹۷۲، و ۱۰۰۰.
همچنین جفت‌های متوالی از اعداد قدرتمند وجود دارد:
(۸٬۹), (۲۸۸٬۲۸۹), (۶۷۵٬۶۷۶), (۹۸۰۰٬۹۸۰۱), (۱۲۱۶۷٬۱۲۱۶۸), (۲۳۵۲۲۴٬۲۳۵۲۲۵), (۳۳۲۹۲۸٬۳۳۲۹۲۹) و (۴۶۵۱۲۴٬۴۶۵۱۲۵).
اردوش در سال ۱۹۷۵ حدس زد که هیچ سه عدد قدرتمند متوالی وجود ندارد، همچنین گولومب در سال ۱۹۷۰، مولین و والاش به‌طور جداگانه در سال ۱۹۸۶ این فرض را حدس زدند و اخیراً نشان داده شده‌است که ۳ حکم زیر معادلند (قضیه مولین و والاش):
1. سه عدد قدرتمند متوالی وجود دارند.
2. عدد قدرتمند زوج p و عدد قدرتمند فرد q به صورت {\displaystyle p^{2}-q=1} وجود دارند.
3. عدد طبیعی m که مربع کامل نیست وجود دارد که {\displaystyle m\equiv 7{\pmod {7}}} و {\displaystyle {(T_{1}+U_{1}{\sqrt {m}})}^{k}=T_{k}+U_{k}{\sqrt {m}}} و k عدد طبیعی فردی است که {\displaystyle T_{k}} kامین عدد زوج قدرتمند است و {\displaystyle U_{k}} kامین عدد فرد با خاصیت زیر است.

- گولومب نشان داد که هیچ زوج عدد قدرتمند به صورت (4k-1,4k+1) وجود ندارد و همچنین فهمید در صورت وجود ۳ عدد متوالی قدرتمند این ۳ عدد باید به صورت (4k-1,4k.4k+1) باشند.
- گرنویل نشان داد که اگر قضیه مولین و والاش درست باشد انگاه بی‌نهایت عدد اول p وجود دارد که {\displaystyle p^{2}} مضربی از {\displaystyle 2^{p}-2} نباشد.